# Povšetova cesta, Ljubljana

Povšetova cesta je bivša cesta v Ljubljani.

## Zgodovina
Leta 1923 je občinski svet preimenoval dotedanjo Cesto na Kodeljevo v Povšetovo cesto.
Že leta 1928 so cesto preimenovali v Kodeljevo.